# ريش بالشان
ريش بالشان (بالإنجليزية: Rich Balchan)‏ (18 يناير 1989 بآن آربر في الولايات المتحدة - ) هو لاعب كرة قدم أمريكي في مركز الدفاع. شارك مع منتخب الولايات المتحدة تحت 20 سنة لكرة القدم. أما مع النوادي، فقد لعب مع ريال سالت ليك وكولومبوس كرو وTampa Bay Rowdies ‏ وFort Wayne Fever ‏ وF.C. Indiana (NPSL) ‏ وأوتاوا فيوري وChicago Fire U-23 ‏.

## وصلات خارجية
- ريش بالشان على موقع الدوري الأمريكي (الإنجليزية)
- ريش بالشان على موقع قاعدة بيانات كرة القدم.إي يو (الإنجليزية)